# Алфа Ромео 147
Алфа Ромео 147 е хечбек автомобил на италианския производител Алфа Ромео. Този автомобил е смятан за един от най-спортните автомобили в този клас. Алфа 147 носи огромен търговски успех и връща доброто име на компанията.

## История
Автомобилът е разработван като наследник на Алфа Ромео 145 и Алфа Ромео 146. Въпреки някои слабости в техническо отношение автомобилът печели сериозни пазарни дялове и е най-продаваният автомобил на марката. През 1999 се приключва с доработката на тестовия автомобил. Кодовото име на модела е Проект 937.

## Дизайн
Автомобилът и проектиран от Валтер Да Силва и Волфган Егер. Линиите на автомобила и предните габарити са в стила на Алфа Ромео 156. Линиите на купето са съвсем различни спрямо предшествениците на модела. В дизайна се залага на новаторството. Решетката на Алфа Ромео („Скудетто“) е с по-големи размери и регистрационната табела стои от дясната страна на автомобила. При версията с пет врати дръжките на вратите са скрити в горната част на вратата.

## Версии
- 2006 Алфа Ромео 147 Колеционе
- 2006 Алфа Ромео 147 Блек Лайн
- 2007 Алфа Ромео 147 Дукати Корсе
- 2007 Алфа Ромео 147 Спорт бек
- 2007 Алфа Ромео 147 версия натурален газ

## Тестове
Алфа Ромео 147 получава 3 звезди при краш-теста на Евро Ен КАП.